# Scopula purissima
Scopula purissima là một loài bướm đêm trong họ Geometridae.